# 600-е годы до н. э.
600-е (шестисо́тые) го́ды до на́шей э́ры по пролептическому юлианскому календарю — промежуток времени с 1 января 609 года до н. э. по 31 декабря 600 года до н. э., включающий с 609 по 601 годы 10-го десятилетия VII века и 600 год 1-го десятилетия VI века 1-го тысячелетия до н. э. Им предшествовали 610-е годы до н. э., за ними следовали 590-е годы до н. э. Они закончились 2625 лет назад.

## Важнейшие события

### 610 до н. э.
- 610—595 (609—593) — Фараон Нехао, сын Псамметиха I.
- Войска Мидии занимают Тушпу.

### 609 до н. э.
- Ок.609 — Основана колония Милета Аполлония.
- Вступление на трон фараона Нехо II.
- В июне — битва у Мегиддо между войсками фараона Нехо II и иудейского царя Иосии, поражение иудеев и гибель Иосии. Иудеи возводят на престол его сына Иоахаза.
- Армия фараона Нехо II с остатками армии ассирийского царя Ашшур-убаллита II осаждает крепость Харран с вавилонским гарнизоном.
- В сентябре вавилонский царь Набопаласар c помощью Мидии вынуждает фараона снять осаду и уйти.
- Падение Ассирии: последняя территория — Харран, на западе Верхней Месопотамии — завоёвана Вавилоном.
- Египетские гарнизоны занимают города на западе от реки Евфрат.
- Иудейское царство вассал Египта. Фараон Нехо II угоняет Иоахаза в Египет и ставит царём его брата Иоакима.
- 609—597 — Царь Иудеи Иоаким, сын Иосии.

### 608 до н. э.
- Питтак назначен главнокомандующим в Сигеанской войне.

### 607 до н. э.
- Ок.607 — Война Афин с Митиленами. Единоборство Питтака с Фриноном.
- 607 — Троадская кампания, в ходе которой Алкей бросает свой щит и убегает.

### 606 до н. э.
- Периандр выступает арбитром между Афинами и Лесбосом в Троаде.

### 605 до н. э.
- Ок.605-550 — Царь Спарты Агасикл из рода Эврипонтидов.
- Ассирия была уничтожена Мидией и Вавилонией.
- Взятие Навуходоносором Каркемиша, последнего оплота Ассирии. Решительная победа над египетским войском. Сирия и Палестина потеряны для Египта.
- 605, 7.9 (604)-562, начало октября — Царь Вавилона Навуходоносор II (Набукудурриусур), сын Набопаласара.

### 604 до н. э.
- Возвращение Мирсила, который совершает переворот на Лесбосе. Совет Благородных свергнут. Питтак признан недееспособным.
- Первая ссылка Сапфо (618—568).
- Правителем Вавилонии после смерти отца становится Навуходоносор (Набу-Кудур-усур).

### 601 до н. э.
- Питтак вступает в альянс с Мирсилом.
- 8-й год по эре правления луского князя Сюань-гуна[1].
- Весной луский князь вернулся со съезда[2].
- В 6 луне луский сановник гун-цзы Суй (Чжун Суй) поехал в Ци, но доехав до Хуан, вернулся и умер по дороге в Чуй[3]. Власть в Лу оказалась в руках сановника Цзисунь Хан-фу (Цзи Вэнь-цзы)[4].
- В 6 луне в день синь-сы в Лу было жертвоприношение в храме предков, в день жэнь-у снова принесли жертву, затем провели пляски с щитом, но из-за траура по княжичу Сую не дозволили пляски со свирелью. В день у-цзы умерла луская княгиня Ин[5].
- В 6 луне войска Цзинь, Лу и бо-ди напали на Цинь[6], взяли лазутчика (так в гл.14 «Ши цзи» и в «Цзо чжуань»[7]; по другой версии — разбили одного из военачальников либо взяли в плен военачальника Чи[8]). Его убили на площади в Цзян, но, как сообщает летопись, «на шестой день он оказался живым»[9].
- Войска Чу напали на Чэнь и в 6 луне разгромили владение Шуляо[9][10] (по «Цзо чжуань», это одно княжество, по другим — два: Шу и Ляо[11]). По «Чуньцю», чусцы напали на Чэнь в 10 луне, то есть позже, чем на Шу[12].
- Войска Чу уничтожили княжество Шу[13]. В поход на Шу выступили Ши Чун и Цзы-кун, в это время Се и И-фу обвинили полководцев в преступлениях и разделили их имущество. После возвращения войск Се и И-фу вместе с ваном бежали в город Лу, где правитель города Цзи Ли казнил Се и И-фу и вернул вана[14].
- В 7 луне, в день цзя-цзы было полное солнечное затмение[15] (отмечено и в «Ши цзи»[9]). По современным данным, затмение произошло 20 сентября 601 года до н. э.
- В 10 луне, в день цзи-чоу хоронили лускую княгиню Цзин-ин. Из-за дождя погребение отложили, и похоронили в день гэн-инь[16].
- В 10 луне был построен город в Пинь-ян[17].
- Чжоуский посол Дань-цзы Сян-гун через Чэнь посетил Чу. Вернувшись из Чэнь, он сообщил вану (его речь приведена в эпизоде 21 «Го юй») об упадке нравов[18].